# Tor Seidler
Tor Seidler (* 1952 in Littleton, New Hampshire) ist ein US-amerikanischer Kinder- und Jugendbuchautor.

## Leben und Schaffen
Tor Seidler wuchs in South Burlington und Seattle auf. Nach seinem Schulabschluss studierte er an der Stanford University Englische Literatur und machte 1972 seinen Abschluss. Von 1976 bis 1978 war er beim New Yorker Verlag Harcourt Trade Publishers angestellt und machte sich danach als Autor selbstständig.
Nach eigenen Angaben wurde Seidler zum Schreiben inspiriert, als er mit zehn Jahren Thornton Wilders Die Brücke von San Luis Rey las. Im Jahr 1979, als Seidler 27 Jahre alt war, erschien sein erstes Buch The Dulcimer Boy.
Seidler arbeitete oft mit bekannten Illustratoren und Künstlern, beispielsweise David Hockney und Brian Selznick, zusammen. Sein Roman A Rat’s Tale wurde 1997 mit den Marionetten der Augsburger Puppenkiste für das Kino verfilmt, der deutsche Titel ist Die Story von Monty Spinnerratz, Regie Michael F. Huse. Wainscott Weasel wurde 1993 von der American Library Association in die Liste der „Notable Books“ aufgenommen, Mean Margaret war 1997 für den National Book Award nominiert.

## Deutsche Veröffentlichungen
- Die Story von Monty Spinnerratz – Das Buch zum Film. Egmont Franz Schneider Verlag, Köln 1997 (mit Peter Scheerbaum & Werner Morgenrath), ISBN 978-3505106354
- Das Geheimnis der Luft. Bertelsmann, München 2000, (mit Katarina Ganslandt), ISBN 978-3570125304
- Die Story von Monty Spinnerratz. Bertelsmann, München 2001, ISBN 978-3570260593
- Liebes Monster Margaret! (Originaltitel: Mean Margaret). Sauerländer Verlag, Oberentfelden 2001, ISBN 978-3794147663
- Danny und der Herr der Spiele (Originaltitel: Brainboy and the DeathMaster). 3. Auflage. Dressler, Hamburg 2004, ISBN 978-3791519128

## Englische Werke
- 1979: The Dulcimer Boy
- 1982: Terpin
- 1985: A Rat’s Tale
- 1987: The Tar Pit
- 1993: The Wainscott Weasel
- 1997: Mean Margaret
- 1998: The Silent Spillbills
- 2001: The Revenge of Randall Reese-Rat
- 2002: Brothers Below Zero
- 2003: Brainboy and the Deathmaster
- 2004: Toes
- 2008: Gully’s Travels